# Nagasepaha
Nagasepaha is een bestuurslaag in het regentschap Buleleng van de provincie Bali, Indonesië. Nagasepaha telt 1345 inwoners (volkstelling 2010).